# Cuarteto Cherubini
El Cuarteto Cherubini fue un cuarteto de cuerda alemán activo entre 1978 y 1997.

## Trayectoria
El Cuarteto Cherubini ( Cherubini-Quartett en alemán), cuyo nombre es un homenaje al compositor Luigi Cherubini, es un cuarteto de cuerda fundado en Düsseldorf en 1978.
El conjunto estudió con Kurt Schäfer, Sándor Végh y el Cuarteto Amadeus y se distinguió en varios concursos internacionales, en particular obteniendo el 1r. premio en el Concurso Internacional Karl Klinger en Hannover en 1979 y después el Gran Premio en el Concurso Internacional de Cuartetos de Cuerda de Evian en 1981, premio que lanzó su carrera en Europa, América y Asia.
El Cuarteto Cherubini tocó principalmente el repertorio de las épocas clásica y romántica alemanas.
En 1988, el cuarteto firmó un contrato exclusivo con el sello EMI.
A partir de 1995, su actividad se ralentizó ya que el primer violín Christoph Poppen se centró en su floreciente carrera como director, en particular dirigiendo la Orquesta de Cámara de Múnich, y finalmente el cuarteto se disolvió en 1997.

## Miembros
Los miembros del conjunto fueron ,:
- primer violín: Christoph Poppen, que tocaba un violín de G. B. Guadagnini de 1783[5];
- segundo violín: Harald Schoneweg (1978-1994), que tocaba un violín de Carlo Bergonzi[5], Ulf Wallin (1994-1995);
- Viola: Hariolf Schlichtig, que tocaba una viola Antonio Mariani de principios del siglo XVII[5];
- violonchelo: Klaus Kämper (1978-1989), que tocó un violonchelo moderno de Burkhard Eickhoff (1984)[5], Manuel Fischer-Dieskau (1989-1994), Christoph Richter (1994-1995).

## Estrenos
El Cuarteto Cherubini estrenó varias obras de Claude Ballif ( Quatuor no 5, 1991), Friedrich Cerha, Siegfried Matthus ( "Die Sonne Sinkt”, 1994), Manfred Trojahn y Michel Merlet ( String Trio, 1991) ,.

## Discografía
El legado discográfico del Cuarteto Cherubini incluye para EMI una grabación notable de los cuartetos de cuerda completos de Mendelssohn, varios cuartetos de Schubert ( D. 173, D. 703, D. 804, D. 810 y D. 887 ) y su Octeto, La obra maestra de Haydn, Las siete últimas palabras de Cristo en la cruz, el Quinteto de clarinete de Mozart, con Michel Portal, los cuartetos de cuerda completos de Schumann y su Quinteto para piano, con Christian Zacharias.
Para otros sellos, el conjunto también grabó obras de Aribert Reimann con Dietrich Fischer-Dieskau ( Orfeo ), Michel Merlet (Intégral) y Norbert Burgmüller ( Deutsche Harmonia Mundi. Por otro lado, el Cuarteto Cherubini no grabó ninguno de los seis cuartetos de su epónimo, Luigi Cherubini.